# Óscar Ortiz (tennista)
Óscar Ortiz (Città del Messico, 9 maggio 1973) è un ex tennista messicano.

## Statistiche

### Tornei minori

#### Singolare

##### Vittorie (2)
| Legenda tornei minori |
| Challenger (2)        |
| Futures (0)           |

| N. | Data           | Torneo                              | Superficie | Avversario in finale | Punteggio |
| 1. | 10 luglio 1994 | Campos Challenger, Campos do Jordão | Cemento    | Jan Weinzierl        | 7-6, 6-3  |
| 2. | 21 agosto 1994 | Fortaleza Challenger, Fortaleza     | Cemento    | Laurence Tieleman    | 7-6, 6-1  |

#### Doppio

##### Vittorie (8)
| Legenda tornei minori |
| Challenger (8)        |
| Futures (0)           |

| N. | Data              | Torneo                                      | Superficie  | Compagno            | Avversari in finale                       | Punteggio     |
| 1. | 18 luglio 1993    | Campinas Challenger, Campinas               | Terra rossa | Gastón Etlis        | Juan Garat Roberto Saad                   | 6–4, 6-1      |
| 2. | 25 giugno 1995    | Bogotà Challenger, Bogotà                   | Terra rossa | Leander Paes        | Sergio Cortés João Cunha e Silva          | 7-6, 7-6      |
| 3. | 13 agosto 1995    | Rio de Janeiro Challenger, Rio de Janeiro   | Cemento     | João Cunha e Silva  | Jean-Philippe Fleurian Nicolás Pereira    | 7-5, 4-6, 6-1 |
| 4. | 21 aprile 1996    | Malta Challenger, Sliema                    | Cemento     | Alejandro Hernández | Aleksandar Kitinov Martin Zumpft          | 6-2, 3-6, 6-1 |
| 5. | 14 luglio 1996    | São Paulo Challenger, San Paolo             | Cemento     | Alejandro Hernández | Jean-Philippe Fleurian João Cunha e Silva | 6-2, 7-6      |
| 6. | 6 aprile 1997     | Puerto Vallarta Challenger, Puerto Vallarta | Cemento     | Alejandro Hernández | Francisco Montana Jack Waite              | 4-6, 6-2, 6-1 |
| 7. | 13 settembre 1998 | Quito Challenger, Quito                     | Terra rossa | Adriano Ferreira    | Kepler Orellana Jimy Szymanski            | 6-3, 6-4      |
| 8. | 21 novembre 1999  | Abierto de Puebla, Puebla de Zaragoza       | Cemento     | Marco Osorio        | Jeff Salzenstein Jim Thomas               | 6-1, 6-3      |

##### Finali perse (9)
| Legenda tornei minori |
| Challenger (7)        |
| Futures (2)           |

| N. | Data              | Torneo                                       | Superficie    | Compagno            | Avversari in finale                | Punteggio     |
| 1. | 18 settembre 1994 | Seoul Challenger Tennis, Seul                | Cemento       | Laurence Tieleman   | Bill Barber Ari Nathan             | 6–7, 2-6      |
| 2. | 23 giugno 1996    | Bogotà Challenger, Bogotà                    | Cemento       | Leonardo Lavalle    | Brett Hansen-Dent T. J. Middleton  | 4-6, 3-6      |
| 3. | 6 luglio 1997     | Braunschweig Open, Braunschweig              | Terra rossa   | Nebojsa Djordjevic  | Brandon Coupe Paul Rosner          | 4-6, 3-6      |
| 4. | 7 settembre 1997  | Guadalajara Challenger, Guadalajara          | Terra rossa   | Alejandro Hernández | Nelson Aerts André Sá              | 4-6, 3-6      |
| 5. | 14 dicembre 1997  | Wismar Challenger, Wismar                    | Sintetico (i) | Bernardo Martínez   | Lars Burgsmüller Michael Kohlmann  | 4-6, 6-7      |
| 6. | 15 marzo 1998     | All Japan Indoor Tennis Championships, Kyoto | Sintetico (i) | Maurice Ruah        | Takao Suzuki Kevin Ullyett         | 6-4, 1-6, 4-6 |
| 7. | 12 settembre 1999 | Quito Challenger, Quito                      | Terra rossa   | Marco Osorio        | Paulo Taicher Andres Zingman       | 5-7, 6-4, 5-7 |
| 8. | 13 gennaio 2000   | U.S.A. F2, Orlando                           | Cemento       | Jimy Szymanski      | Jonathan Erlich Harel Levy         | 3-6, 4-6      |
| 9. | 5 novembre 2000   | Mexico F5, Guadalupe                         | Cemento       | Eduardo Morones     | Eduardo Bergmann Gergely Kisgyorgy | 6(5)–7, 5-7   |